# سیارک ۵۹۴۲
سیارک ۵۹۴۲ (به انگلیسی: 5942 Denzilrobert، نامگذاری:1983AN2) پنج هزار و نهصد و چهل و دومین سیارک کشف شده‌است که در ۱۰ ژانویه ۱۹۸۳ کشف شد.
قدر مطلق سیارک برابر ۱۱٫۱۰ است.